# Dionatan Teixeira
Dionatan do Nascimento Teixeira (Londrina, Brasil; 24 de julio de 1992-Ib., 5 de noviembre de 2017) fue un futbolista eslovaco de origen brasileño. Jugó de defensa y su último equipo fue el FC Sheriff Tiraspol de la Divizia Națională de Moldavia.
Texeira comenzó a jugar al fútbol en su equipo local en Brasil, el Londrina EC, antes de que se le presente la oportunidad de jugar en Europa con el MFK Košice de Eslovaquia en 2008. Jugó en los equipos juveniles en el Košice y tuvo varios pasos a prueba por clubes ingleses. Después de ser liberado por el club y pasar por varios equipos en Eslovaquia, Texeira recibió la ciudadanía eslovaca en 2013, y un año después, fichó con el Stoke City por tres años después de impresionar al cuerpo técnico en un periodo de prueba.

## Trayectoria

### Inicios
Teixeira comenzó jugando en las divisiones inferiores del Londrina EC en Brasil. A sus 16 años decidió hacer el salto al fútbol europeo y firmó un contrato como juvenil con el equipo eslovaco MFK Košice. En 2009 Teixeria pasó periodos de prueba en Inglaterra con Middlesbrough, Blackburn Rovers, Newcastle United y Manchester City.

### Eslovaquia
Regresó a Košice en abril de 2009 e hizo su debut con el primer equipo el 18 de ese mes en un partido frente al MFK Dubnica. Luego de que viera que había pocas oportunidades en el Košice fue cedido a préstamo al Slovan Bratislava para la temporada 2011-12, pero pasó gran parte de su tiempo en Bratislava jugando con el segundo equipo. Dejó Košice en el verano de 2012 y después de pasar un tiempo jugando con el club amateur Slovan Čeľadice se unió al TJ Baník Ružiná de la segunda división. En marzo de 2013 fichó para el Dukla Banská Bystrica de la primera división.
En 2014, Teixeira volvió a probarse en clubes ingleses; primero en enero con el Reading y en marzo con el Stoke City.

### Stoke City
El 11 de junio de 2014 firmó un contrato por tres años con el Stoke City de la Premier League de Inglaterra.

## Selección nacional
Teixeira jugó con la selección sub-17 de Brasil antes de obtener su pasaporte eslovaco en agosto de 2013.

## Estilo de juego
El entrenador del Stoke City Mark Hughes describió a Teixeira como un defensor central izquierdo con un marco físico imponente pero que es móvil y lo comparó con Ryan Nelsen, quien jugó para Hughes en el Blackburn.

## Fallecimiento
Falleció en su ciudad natal el 5 de noviembre de 2017 a la edad de 25 años a causa de un ataque cardíaco, cuando aún jugaba en el FC Sheriff Tiraspol.